# 56-os villamos (Budapest)
A budapesti 56-os jelzésű villamos Hűvösvölgy és a budafoki Városház tér között közlekedik a Széll Kálmán tér, Krisztinaváros és a Fehérvári úton keresztül hétköznaponként csúcsidőben. Csúcsidőn kívül és hétvégén betétjárata, az 56A villamos közlekedik Hűvösvölgy és a Móricz Zsigmond körtér között. A járatot a Budapesti Közlekedési Zrt. üzemelteti.
56-os jelzéssel már 1955-től közlekedtek villamosok, ugyancsak hűvösvölgyi külső, és változó belső végállomással (az időszak túlnyomó részében a Moszkva térig), de 2008–2016 között a járatszám budapesti használata szünetelt.

## Története
A hűvösvölgyi villamospálya 1900. január 28-ára készült el. Maga a járat 1918-ban indult meg ugyanezen az útvonalon, de akkor még 83-as villamosnak hívták és a Krisztina körútig közlekedett. 1930-tól végállomása a Széll Kálmán (később Moszkva) tér lett. Az 56-os számot csak 1955. május 16-án kapta meg.
1981. október 22. és 1982. szeptember 18. között a Szilágyi Erzsébet fasori és a Hűvösvölgyi úti vágányfelújítás idején az 56-os villamos megosztott útvonalon, 56A jelzéssel a Széll Kálmán tér és Budagyöngye, illetve 56B jelzéssel Budagyöngye és Hűvösvölgy között közlekedett. 1982. május 24-étől az 56B Budagyöngyétől minden nap 6 és 12 óra között a Vadaskerti utcáig, 12 óra után pedig a Nagyhíd megállóhelyig járt. 1983. június 13. és 19., illetve november 8. és 24. között ismét közlekedtek.
1999-ben a hűvösvölgyi hurokvégállomást és a felvételi épületet elbontották és helyette új, összevont autóbusz-villamos végállomást adtak át, korhű, teljes egészében az eredetiről mintázott épületben. Az új fejvégállomáson a villamos és a buszok fel- és leszállóhelyei egymás közelébe kerültek, így jelentősen csökkentek az átszállás korábbi időszakra jellemző kényelmetlenségei. Ugyanebben az évben a villamosmegállókat is felújították: a táblákat a Budapesti Közúti Vaspálya Társaság egykori tábláit utánzó jelzőoszlopokra cserélték, és több helyütt is archaizáló váróépületeket emeltek.
2007–2008-ban az 56-os villamos a Szabadság híd lezárása idején a 47-es villamost helyettesítette, ezért a jelenlegi útvonalán, Budafok, Városház térig járt. Ezzel egyidejűleg a Moszkva téren megszűnt a korábbi hurokvégállomás forgalma. 2008 decemberében a közlekedés megszűnt a vonalon, helyette délen a visszatérő 47-es villamos, a Hűvösvölgy és Moszkva tér közötti szakaszán pedig a Móricz Zsigmond körtértől induló meghosszabbított 61-es villamos vette át szerepét.
A budai fonódó villamoshálózat részeként 2016. január 18-ától régi-új járatként visszatért az 56-os villamos a Szabadság híd lezárása idején közlekedő formájában, a Budafok, Városház tér és a Hűvösvölgy között, hétköznaponként csúcsidőszakban.
A 18-as helyett a Városház térig csúcsidőben újrainduló 56-os jár 7-8 perces követési idővel, a Savoya Parkhoz pedig a 17-es villamos tér be. Az 56-os a Budafok központjának számító Városház térig csak csúcsidőben, a 47-es klasszikus dél budai járatot sűrítve, egyéb időszakokban 56A jelzéssel a Móricz Zsigmond körtérnél a Fehérvári út északi torkolatánál a Magyar Posta épülete és a Szakorvosi rendelő közötti 61-es a 17-es villamost a Villányi úton és az Alkotás utcán sűrítve, a Hűvösvölgyig a Krisztina körúton át közlekedő 56A-val osztozkodva végállomásoznak egy középső tárolóvágányon, amit szakmai berkekben a villamosvezetők és a villamosbarátok tréfásan "SZTK rendezőnek" neveznek. Az Alkotás úton a 17-es és a 61-es, a Krisztina körúton az 56-os és 56A közlekedik. (Az 56-osnak a Széll Kálmán tér és Hűvösvölgy között maradt a szintén Hűvösvölgyig feljáró 61-es járattal közös gyakori követés, a reggeli 59B jelzésű sűrítő járattal kiegészülve.)
2016. június 16-ától augusztus 26-áig nem közlekedett pályafelújítás és villamosmegállóhely-peron építése miatt.
Pályafelújítás miatt 2017. május 27-étől augusztus 20-áig csak a Szent János Kórház és a Városház tér között közlekedett a Kelemen László utcai töltés javítása és egyéb karbantartások miatt. Az Ördög-árok Kelemen László utcai szakaszánál a patak medre felett, az alépítményt megtámasztó masszív vasbeton támfal és rá új villamospálya épült.
2017. augusztus 21-étől augusztus 25-éig nem közlekedett a Krisztina körút felújítása miatt, augusztus 28-ától szeptember 22-éig pedig rövidített útvonalon járt Hűvösvölgy és Széll Kálmán tér között.
2017. szeptember 1-jétől a járaton engedélyezett a kerékpárszállítás.
2018. május 28-ától nyár közepéig vágányépítés miatt a Városház tér helyett a Csóka utcáig közlekedett.
2020. április 1-jén a koronavírus-járvány miatt bevezették a szombati menetrendet, ezért a vonalon a forgalom szünetelt. Az intézkedést a zsúfoltság miatt már másnap visszavonták, így április 6-ától újra a tanszüneti menetrend van érvényben, a szünetelő járatok is újraindultak.

## Járművek
1983. november 24-én kerültek a vonalra a kétkocsis ČKD Tatra T5C5 villamosok, felváltva a régi, 1000-es motorkocsikat.
A vonalon ČKD–BKV Tatra T5C5K2M típusok közlekednek, de 2023. június 17-től a vonalon már CAF Urbos 3 típusú villamosok is közlekednek, vegyesen a T5C5K2M kocsikkal. A vonalra a villamosokat a Budafok kocsiszín, a Kelenföld kocsiszín és a Szépilona kocsiszín biztosítja.

## Útvonala

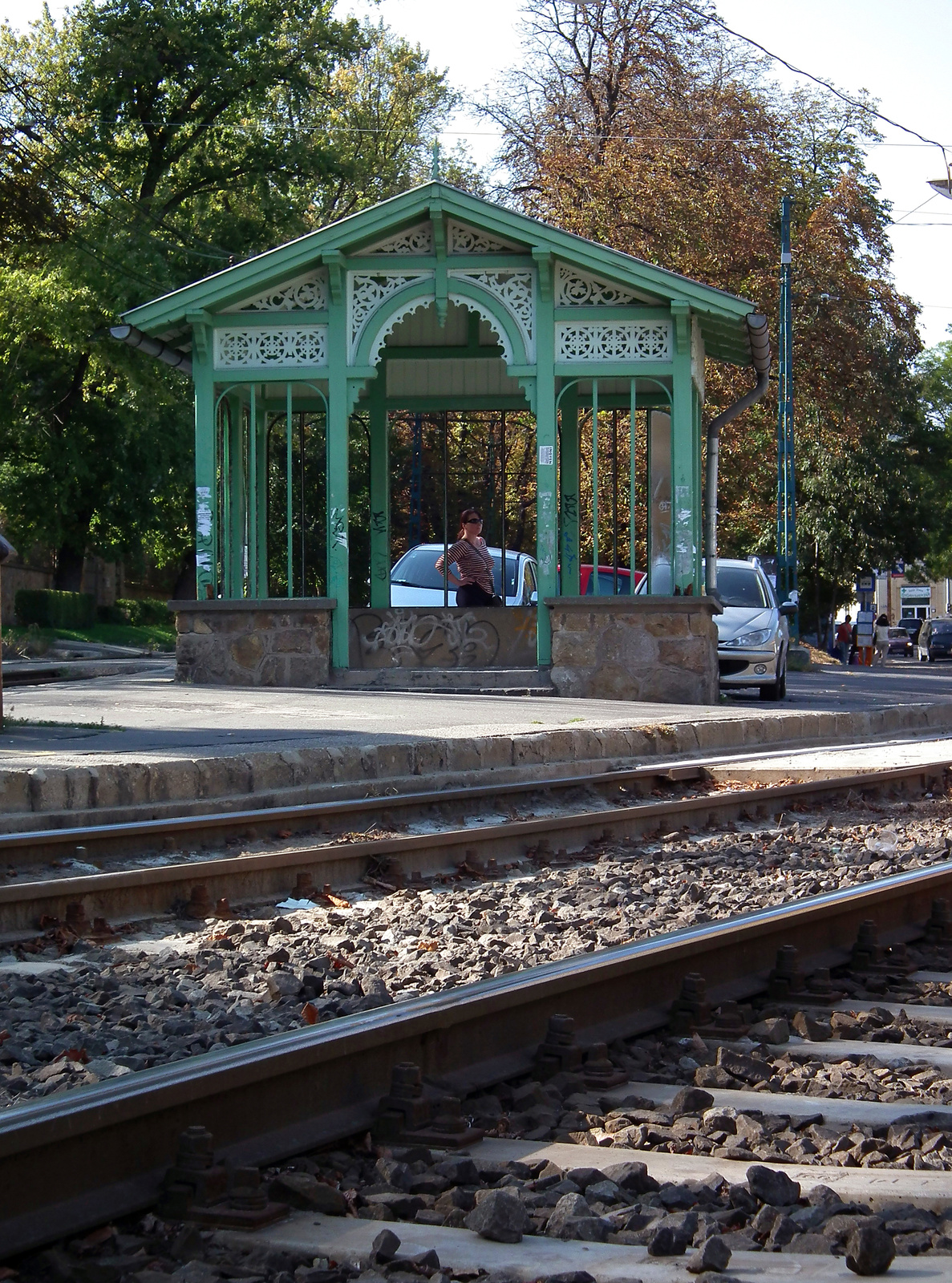
A korábbi 58-as villamos Budagyöngye elágazás megállója (műemlék)

| Városház tér felé |
| Hűvösvölgy vá. – Völgy utca – Alsóvölgy utca – Versec sor – Hűvösvölgyi út – Szilágyi Erzsébet fasor – Széll Kálmán tér – Krisztina körút – Döbrentei tér – Szent Gellért rakpart – Szent Gellért tér – Bartók Béla út – Móricz Zsigmond körtér – Fehérvári út – felüljáró – Leányka utca – Mária Terézia utca – Városház tér vá. |
| Hűvösvölgy felé |
| Városház tér vá. – Mária Terézia utca – Leányka utca – felüljáró – Fehérvári út – Móricz Zsigmond körtér – Bartók Béla út – Szent Gellért tér – Szent Gellért rakpart – Döbrentei tér – Krisztina körút – Széll Kálmán tér – Szilágyi Erzsébet fasor – Hűvösvölgyi út – Versec sor – Alsóvölgy utca – Völgy utca – Hűvösvölgy vá. |

## Megállóhelyei
Az átszállási kapcsolatok között az 56A villamos nincsen feltüntetve.
| 0  | Hűvösvölgy végállomás           | 55 | 59B, 61 29, 57, 63, 64, 64A, 64B, 157, 157A, 164, 164B, 257, 264 Gyermekvasút | Gyermekvasút |
| 2  | Heinrich István utca            | 52 | 59B, 61 | Magyar Szentföld-templom |
| 3  | Völgy utca                      | 51 | 59B, 61 | Palotás Gábor Általános Iskola |
| 4  | Vadaskerti utca                 | 50 | 59B, 61 | |
| 5  | Nagyhíd                         | 49 | 59B, 61 | |
| 6  | Zuhatag sor                     | 48 | 59B, 61 | |
| 8  | Kelemen László utca             | 46 | 59B, 61 29, 129 | Babérliget Általános Iskola és Alapfokú Művészeti Iskola, Fürkész Innovatív Általános Iskola, IBS Nemzetközi Üzleti Főiskola                                                            |
| 9  | Akadémia                        | 45 | 59B, 61 129 | |
| 11 | Budagyöngye                     | 43 | 59B, 61 22, 22A, 129, 222, 291 781, 782, 783, 784, 785, 786, 787, 789, 791, 793, 794, 795 | Budagyöngye Bevásárlóközpont, Szépilona kocsiszín |
| 12 | Nagyajtai utca                  | 42 | 59B, 61 91, 129 | |
| 14 | Szent János Kórház              | 40 | 59, 59B, 60, 61 22, 22A, 91, 128, 129, 155, 156, 222 781, 782, 783, 784, 785, 786, 787, 789, 791, 793, 794, 795 | Szent János Kórház, Kútvölgyi kórház, Városmajori Gimnázium, SPAR |
| 15 | Városmajor                      | 39 | 59, 59B, 60, 61 5, 22, 22A, 91, 155, 156, 222 | Fogaskerekű végállomás, Körszálló, Városmajor kocsiszín |
| 16 | Nyúl utca                       | 38 | 59, 59B, 61 5, 91, 155, 156 | Városmajori Szabadtéri Színpad |
| 19 | Széll Kálmán tér M              | 36 | 4, 6, 17, 59, 59A, 59B, 61 5, 16, 16A, 21, 21A, 22, 39, 91, 102, 116, 128, 129, 139, 140, 140A, 149, 155, 156, 222 781, 782, 783, 784, 785, 786, 787, 789, 791, 793, 794, 795                                       | Metróállomás, Autóbusz-állomás, Városmajor, Budai Várnegyed, Nemzeti Média- és Hírközlési Hatóság, Nemzetgazdasági Minisztérium, Mammut bevásárlóközpont, Millenáris kulturális központ |
| 21 | Déli pályaudvar M               | 34 | 17, 59, 59A, 59B, 61 21, 21A, 39, 102, 139, 140, 140A 770 S10 S12 S30 G30 Z30 S34 S35 S40 Z40 S42 Z42 IC, sebesvonat, gyorsvonat, expresszvonat,                                                                    | Déli pályaudvar, Metróállomás, Országos Onkológiai Intézet, Vérmező, Pénzügyi Szervezetek Állami Felügyelete                                                                            |
| 22 | Mikó utca                       | 32 | | Magyar Telekom székház, Orvosi rendelő, Vérmező |
| 23 | Krisztina tér                   | 30 | 5, 16, 105, 178, 210, 216 | Tabán mozi, Krisztinavárosi templom, Szilágyi Erzsébet Gimnázium |
| 25 | Dózsa György tér                | 28 | 5, 16, 216 | Országos Széchényi Könyvtár |
| 27 | Döbrentei tér                   | 26 | 5 | Rác gyógyfürdő, Várkert Bazár |
| 28 | Rudas Gyógyfürdő                | 25 | 19, 41 7, 8E, 107, 108E, 110, 112 | Rudas gyógyfürdő, Erzsébet híd |
| 30 | Szent Gellért tér – Műegyetem M | 23 | 19, 41, 47, 49 7, 107, 133E | Metróállomás, Budapesti Műszaki és Gazdaságtudományi Egyetem, Gellért Szálló és Fürdő, Szabadság híd                                                                                    |
| 32 | Gárdonyi tér                    | 21 | 19, 41, 47, 49 7 | |
| 34 | Móricz Zsigmond körtér M        | 20 | 6, 17, 19, 41, 47, 49, 61 7, 27, 33, 33A, 58, 114, 213, 214, 240 | Metróállomás, Szent Margit Gimnázium, József Attila Gimnázium, BGSZC Öveges József Technikum és Szakképző Iskola, Feneketlen-tó                                                         |
| 35 | Újbuda-központ M                | 18 | 4, 17, 41, 47 33, 53, 58, 150, 150B, 153, 154, 212, 212A, 212B 1172, 1173, 1174, 1175, 1176, 1177, 1183, 1184, 1185, 1188, 1189, 1190, 1193, 1194, 1201, 1205, 1212, 1215, 1216, 1229, 1251, 1253, 1254, 1257, 1268 | Metróállomás, Allee bevásárlóközpont, Fehérvári úti vásárcsarnok, Kerületi rendelőintézet                                                                                               |
| 36 | Csonka János tér                | 16 | 17, 41, 47 | Fővárosi Művelődési Ház |
| 37 | Hauszmann Alajos utca           | 14 | 17, 41, 47 | |
| 39 | Etele út / Fehérvári út         | 13 | 1, 17, 41, 47 213 689, 691 | |
| 40 | Kalotaszeg utca                 | 12 | 17, 41, 47 213 | |
| 41 | Andor utca                      | 11 | 17, 41, 47 213 | |
| 42 | Albertfalva kitérő              | 10 | 17, 41, 47 213 | |
| 44 | Albertfalva utca                | 8  | 17, 41, 47 114, 213, 214 | |
| 45 | Fonyód utca                     | 7  | 17, 41, 47 114, 213, 214 | |
| 47 | Budafok kocsiszín               | 6  | 17, 41, 47 7, 58, 114, 213, 214 S30 G30 S34 S35 S36 | Budafok kocsiszín |
| 49 | Budafoki elágazás               | 4  | 41, 47 58 | |
| 51 | Leányka utcai lakótelep         | 2  | 47 33, 58, 114, 133E, 141, 158, 213, 214, 250, 251, 251A, 251E | XXII. kerületi Budai Nagy Antal Gimnázium |
| 52 | Savoyai Jenő tér                | 1  | 47 33, 58, 114, 133E, 141, 158, 213, 214, 250, 250B, 251, 251A, 251E | Budafok-Tétényi Nádasdy Kálmán Alapfokú Művészeti Iskola és Általános Iskola |
| 54 | Városház tér végállomás         | 0  | 47 33, 58, 114, 133E, 141, 158, 213, 214, 250, 250B, 251, 251A, 251E S30 G30 S34 S35 S36 S40 S42 G43 G44 | Budafok megállóhely, Budafoki Kossuth Lajos Magyar-Angol Két Tanítási Nyelvű Általános Iskola                                                                                           |

## Képgaléria

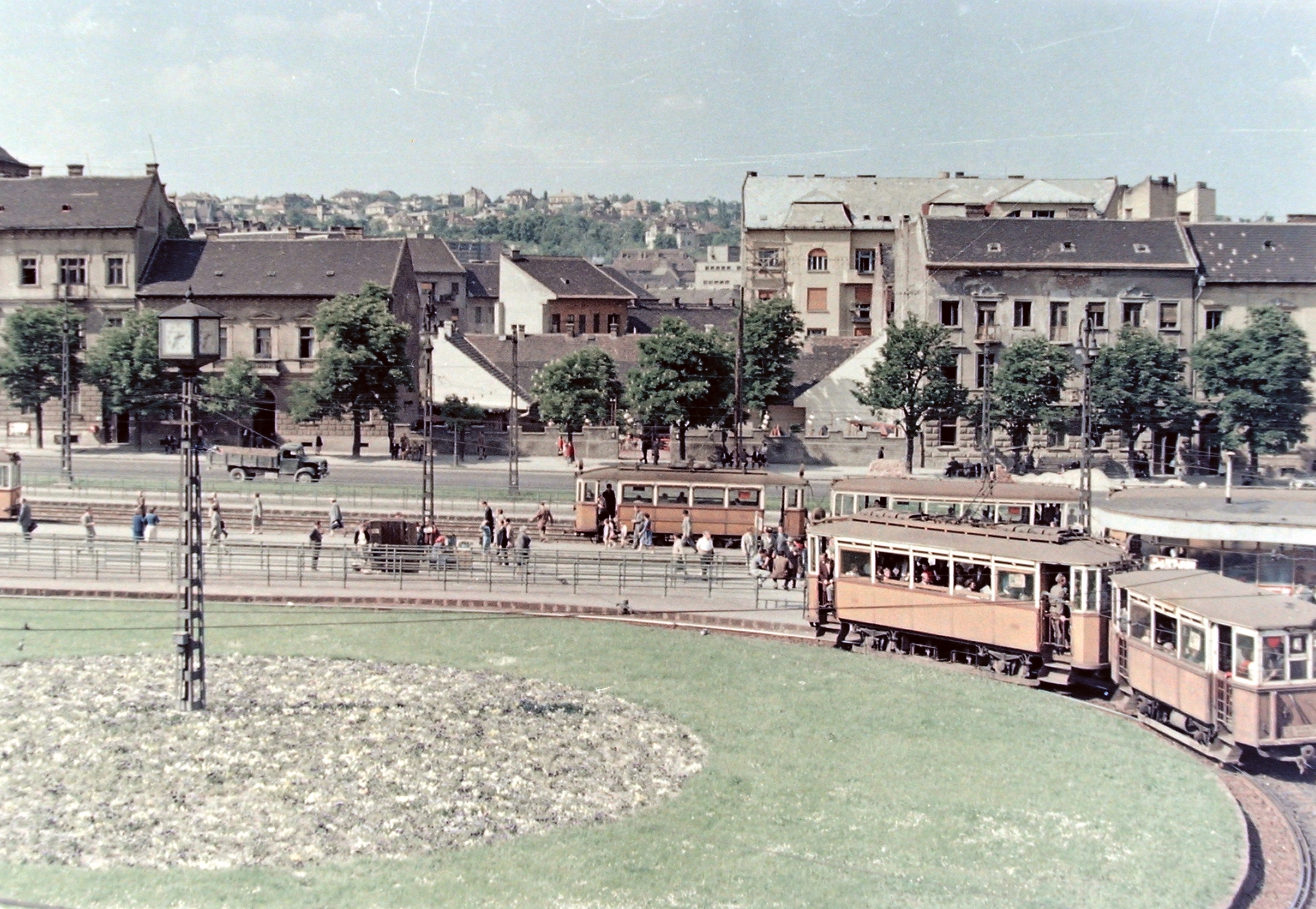
1957-ben a Moszkva téren
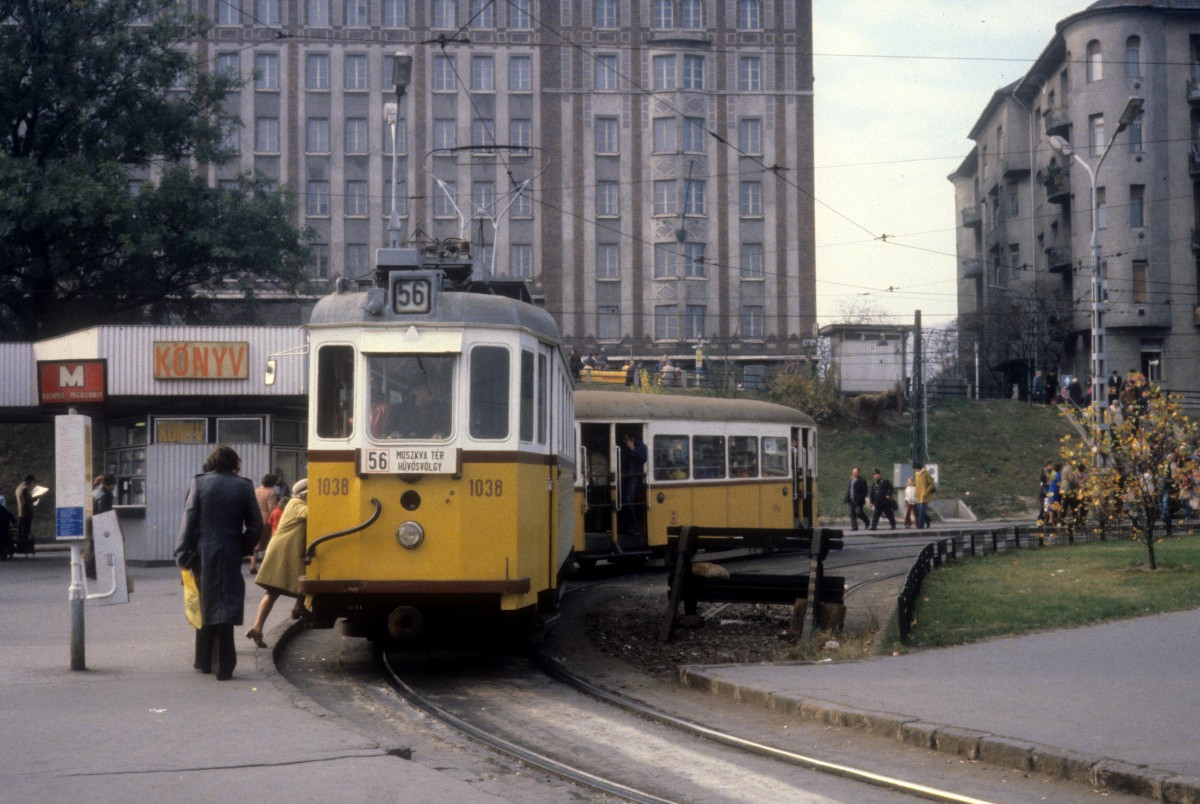
V típusú villamos 1979-ben
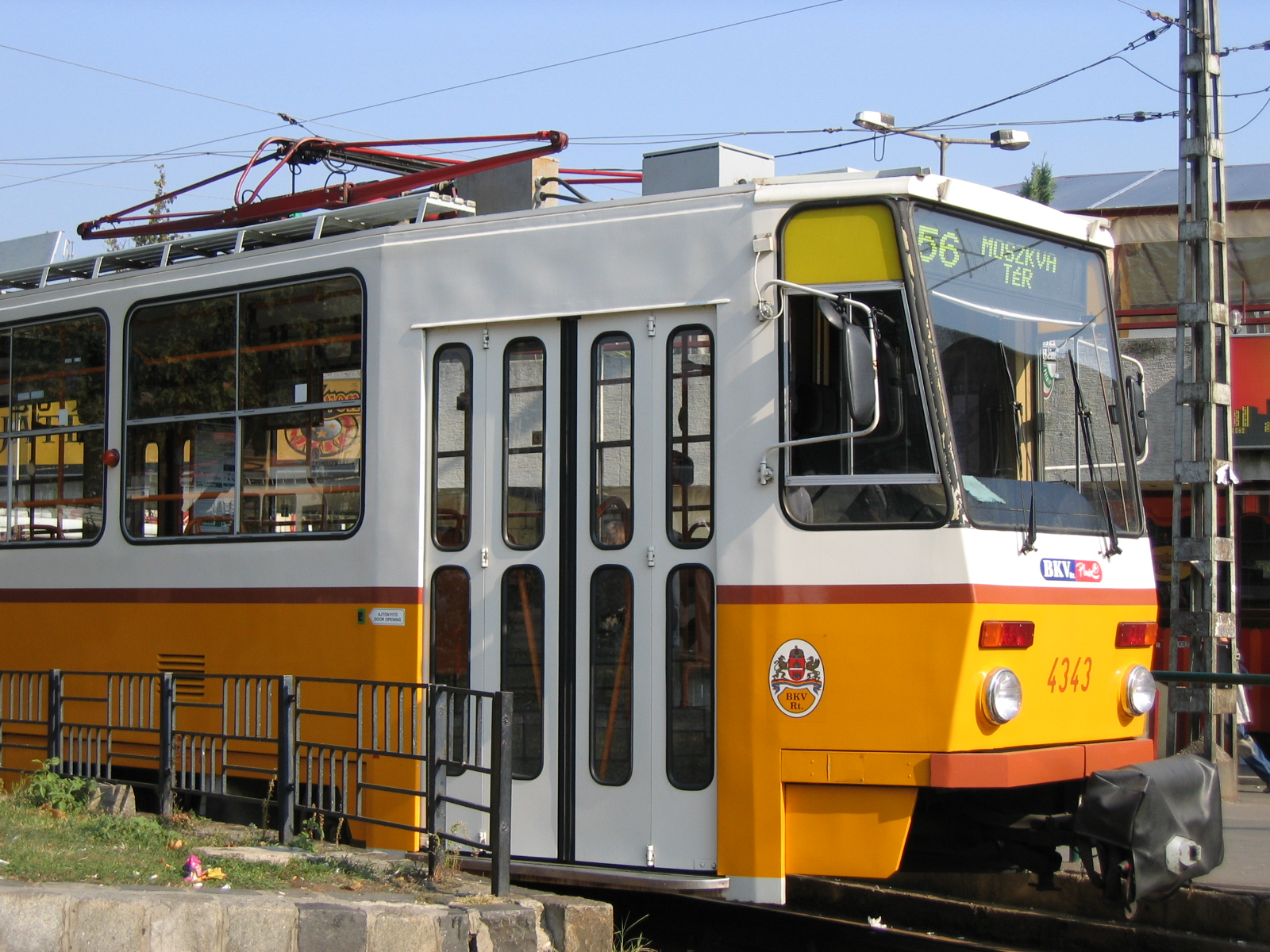
Az első Tatra T5C5K-k egyike 2004-ben
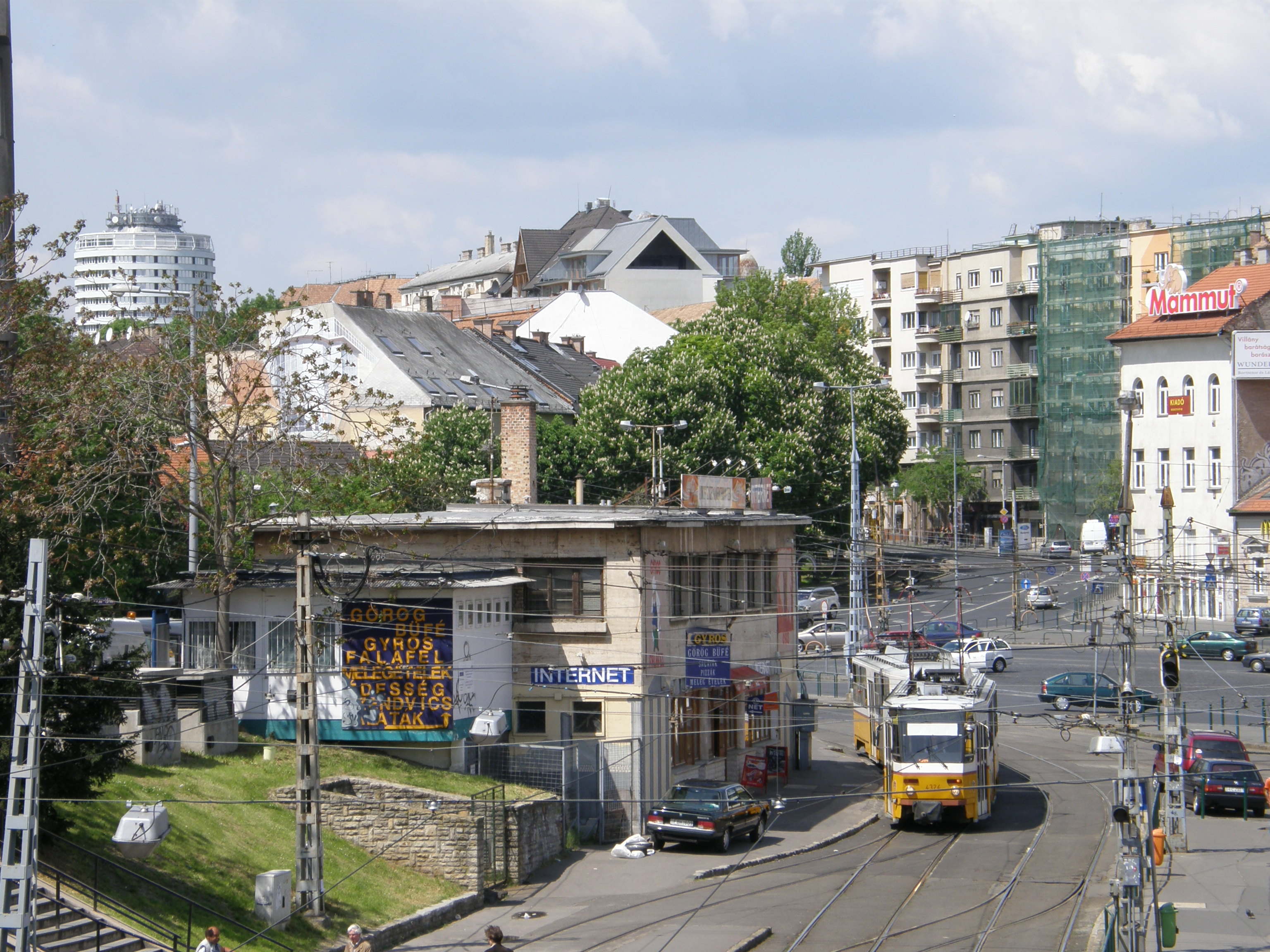
Tatra villamos 2008-ban
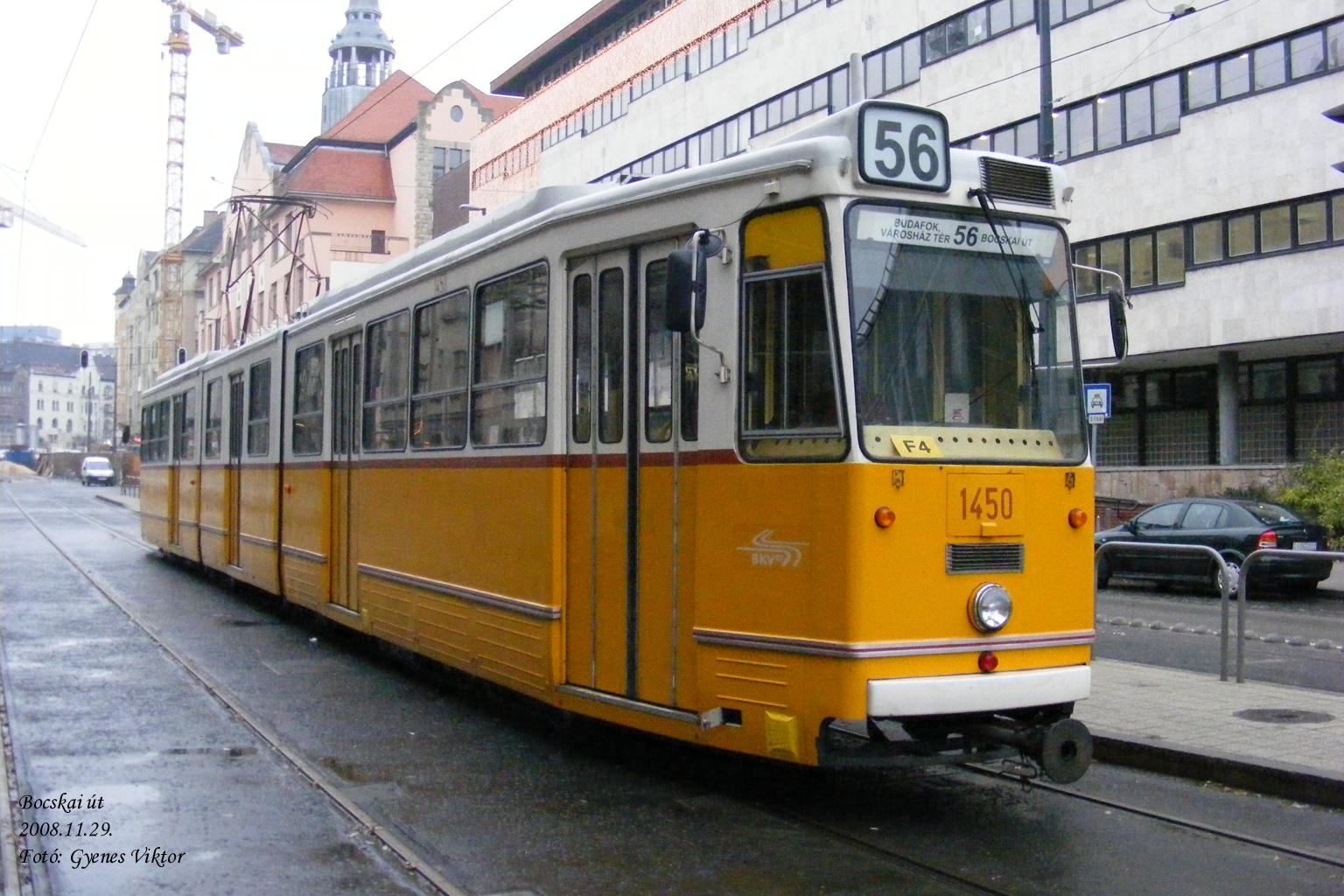
Ganz CSMG villamos a Bocskai útnál 2008-ban
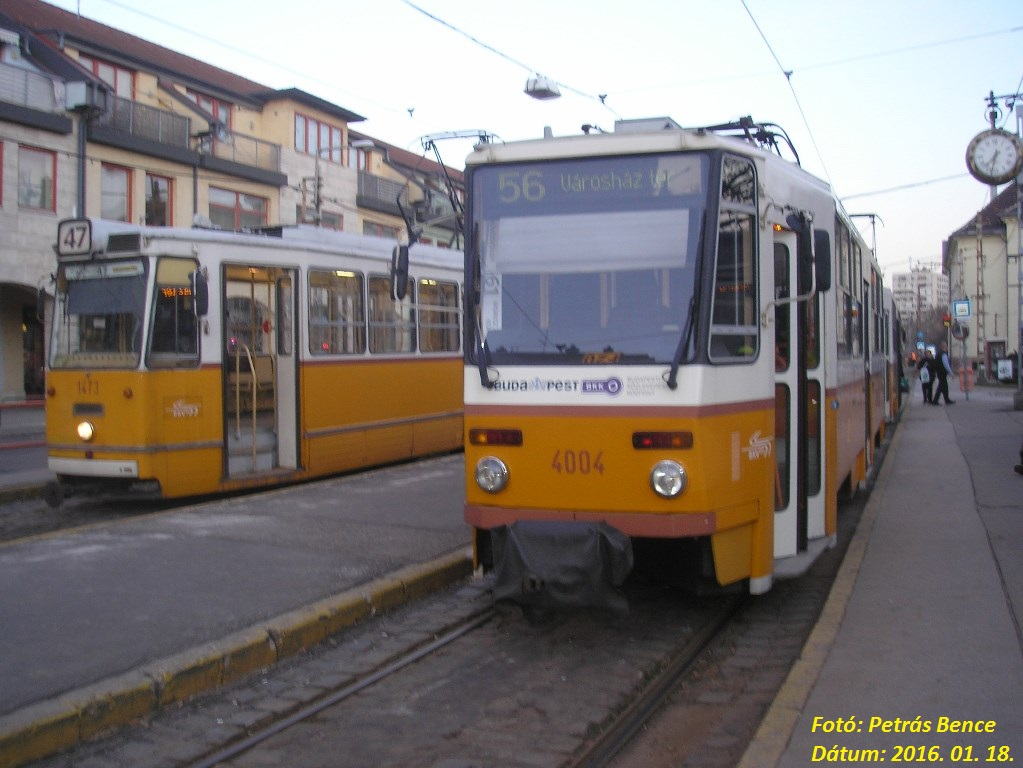
Tatra T5C5K villamos a Városház téren, a villamos újraindításának napján. Mellette egy Ganz UV típus 47-es jelzéssel.
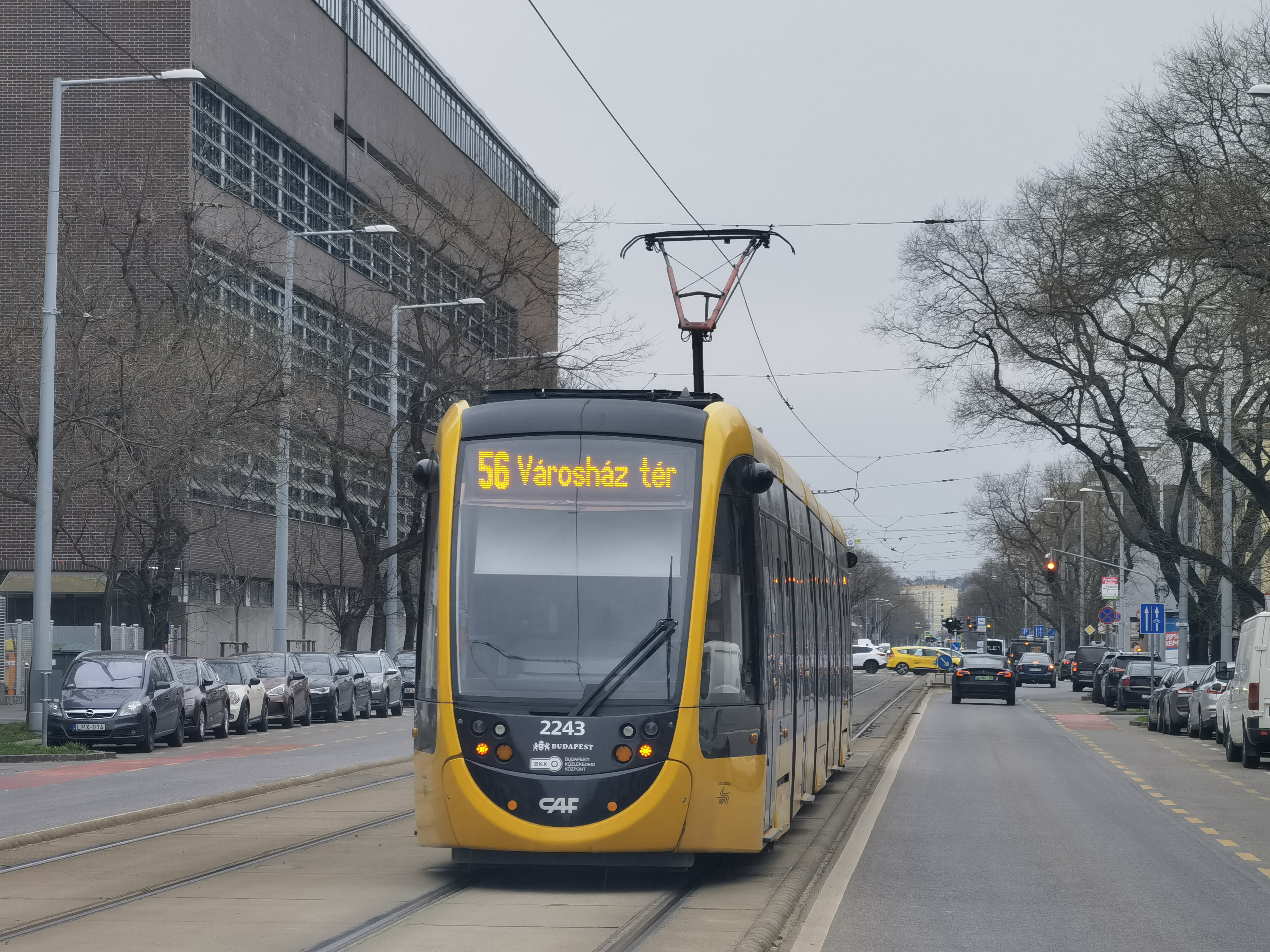
CAF Urbos 3 villamos a Csonka János térnél